# Jan Nolte
Jan Ralf Nolte (* 30. Dezember 1988 in Bremen) ist ein deutscher Politiker (AfD) und Soldat. Er war bis 2022 Vorsitzender des Landesverbandes Hessen der Jungen Alternative für Deutschland und ist seit 2017 Mitglied des Deutschen Bundestages.

## Biografie

### Familie, Ausbildung und Beruf
Nolte wuchs im niedersächsischen Syke auf. Nach dem Realschulabschluss absolvierte er eine Ausbildung zum kaufmännischen Assistenten für Fremdsprachen und Bürokommunikation. Seit 2008 ist er Soldat auf Zeit bei der Bundeswehr. Zuletzt versah er als Oberbootsmann in der Burgwaldkaserne in Frankenberg (Eder) seinen Dienst.
Nolte ist seit 2017 mit Katrin Nolte (geborene Ziske) verheiratet, die gleichzeitig Mitarbeiterin im Bundestagsbüro von Martin Hohmann und Moderatorin bei Compact TV, dem Videokanal des Compact-Magazins von Jürgen Elsässer ist. Nolte bekennt sich zum russisch-orthodoxen Glauben.

### Politik
Nolte trat 2014 in die AfD ein. Von 2016 bis 2022 war Nolte Vorsitzender des Landesverbandes Hessen der Jungen Alternative für Deutschland und AfD-Fraktionsvorsitzender im Landkreis Waldeck-Frankenberg. Bei der Bundestagswahl 2017 trat er als Kandidat im Bundestagswahlkreis Waldeck an und wurde über den Landeslistenplatz 4 in den 19. Deutschen Bundestag gewählt. Nolte ist ordentliches Mitglied des Verteidigungsausschusses im Bundestag und Schriftführer. Bei der darauffolgenden Bundestagswahl im September 2021 zog Nolte erneut über die Landesliste in den Bundestag ein.

## Kontroverse um Mitarbeiter Maximilian T.
Nolte beschäftigte als Bundestagsabgeordneter den Oberleutnant der Bundeswehr Maximilian T. als persönlichen Referenten. Gegen diesen ermittelte zeitweise der Generalbundesanwalt wegen des Verdachts, er habe zusammen mit seinem Kameraden Franco A. eine „schwere staatsgefährdende Gewalttat vorbereitet“. T. hatte einen Hausausweis für den Deutschen Bundestag bei dessen Verwaltung beantragt. Die Bundestagspolizei verweigerte ihm diesen nach der routinemäßigen Zuverlässigkeitsüberprüfung (Abfrage in verschiedenen Datenbanken wie Inpol u. a.) Im Oktober 2018 stellte die Bundesanwaltschaft das Ermittlungsverfahren gegen Maximilian T. ohne Anklageerhebung ein, einen Hausausweis erhielt er ebenfalls. Der Militärische Abschirmdienst (MAD) hat Maximilian T. aufgrund seines Amtes als Schatzmeister der Jungen Alternative Sachsen-Anhalt als Rechtsextremisten eingestuft (Stand Februar 2020).